# 岩瀬敏
岩瀬 敏（いわせ さとし、1955年（昭和30年）6月20日 - ）は神経内科医、医学博士、宇宙医学者である。

## 経歴
愛知県豊橋市出身。
豊橋市立豊城中学校、愛知県立時習館高等学校を経て1980年（昭和55年）に名古屋大学医学部を卒業。同大大学院医学研究科に学んだのち名古屋第二赤十字病院神経内科で勤務。1986年から名古屋大学環境医学研究所助手。1990年、スウェーデン王国イェーテボリ大学医学部に留学。1996年名古屋大学環境医学研究所助教授。2007年に愛知医科大学で生理学講座教授職につく。2021年より同大客員教授。

## 著書
- 岩瀬敏『形の科学百科事典』（新装版）朝倉書店、2013年4月25日。ISBN 978-4254102642。
- 岩瀬敏『ストレスと筋疼痛障害 慢性作業関連性筋痛症』名古屋大学出版会、2010年2月22日。ISBN 978-4815806323。

## 関連書籍
- 『医学大事典』(2003年 医学書院)
- 『生体物理刺激と生体反応 電場の医療応用』(2004年フジ・テクノシステム)
- 『知っていますか？食事性低血圧 新たな血圧異常の臨床』(2004年 南山堂)
- 『臨床神経学 第5版』(南江)
- 『自律神経の基礎と臨床 改訂3版』(2006年 医薬ジャーナル社)
- 『最新自律神経学 自律神経検査法概論』(2007年新興医学出版社)
- 『自律神経機能検査法 第4版』(2007年 文光堂)
- 『ロバートソン自律神経学』(2007年エルゼビア・ジャパン、編集・分担翻訳)
- 『コスタンゾ明解生理学』(2007年エルゼビア・ジャパン、プロデュース・分担翻訳)
- 『ヘインズ神経科学 その臨床応用』(2008年エルゼビア・ジャパン、編集・分担翻訳)
- 『睡眠時無呼吸症候群』(2008年メジカルビュー社)
- 『失神を究める』(2009年メジカルビュー社)
- 『小児科臨床ピクシス13』(2010年中山書店)
- 『ガイトン生理学』(2010年エルゼビア・ジャパン、プロデュース・分担翻訳)